# Aeroportul Las Gaviotas
Aeroportul Las Gaviotas (IATA: LGT, ICAO: SKGA) este un aeroport din Departamento del Vichada⁠(d), Columbia ce deservește zona Gaviotas⁠(d). Aeroportul a fost tranzitat în 2021 de 132 de pasageri.
Situat la o altitudine de 180 m, aeroportul dispune de o singură pistă.